# ジェレナ・ジェンセン
ジェレナ・ジェンセン（Jelena Jensen, 1981年10月7日 - ）は、アメリカ合衆国のポルノ女優。カリフォルニア州ロサンゼルス出身。

## 人物
大学在学時よりアダルトDVD販売サイトのプロダクション・マネージャーとマーケティングマネージャーを務めてきた。
これまでにウェブサイトや成人向け雑誌などにも登場しており、ペントハウス2010年3月号でペントハウスペットを務めた。
2013年初頭、AdultAppMart.comからジェンセンの公式アプリの配信が開始された。
2020年にはAVN殿堂入りした。

## 主な出演作品
- ダイナマイト・コップ

### 非アダルト作品
- バッド・バイオロジー 狂った性器ども